# Герб Бийска
Герб Бийска — официальный геральдический символ города Бийска Алтайского края России. Высочайше пожалован 12 марта 1804 года, восстановлен 1 апреля 2008 года.

## Описание
Официальное описание герба в соответствии с Решением Думы города Бийска Алтайского края № 2 от 01 апреля 2008 года:
Герб города Бийска имеет форму французского щита без короны и ленты. Щит разделён на две равные части по горизонтали. В верхней части расположен Томский (губернского города), или наместнический, герб: на зелёном поле изображена белая скачущая в левую сторону лошадь. В нижней части герба на голубом фоне на золотой горе — горная шахта.
Из-за несоответствий методическим рекомендациям Геральдического совета при Президенте РФ гербу отказано в государственной регистрации до внесения соответствующих изменений.

## История

### Первый герб
Первый герб города, наряду с другими городами Томской губернии, был утверждён именным указом от 20 марта 1804 года (на рисунке в ПСЗ стоит другая дата — 12 марта 1804 года):
В щите, разделённом горизонтально на двое, в верхней половине находится герб Губернского города Томска, а в нижней в голубом поле на золотой горе горная шахта.
Изображение шахты на гербе появилось, поскольку в то время Бийск был уездным городом, относящимся к Колывано-Воскресенского горному округу.

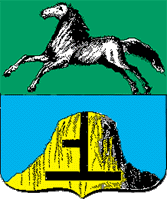
Герб Бийска, 1804 год
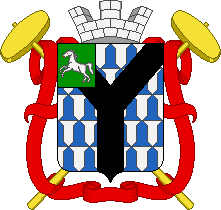
Проект герба Бийска, 1865 год

### Герб Кёне
В середине XIX века в рамках гербовой реформы Кёне (1 декабря 1865 года) был разработан (но не утверждён) проект герба Бийска:
В щите, разделённом серебряными и лазоревыми железными шляпочками, чёрный вилообразный крест.
В вольной части изображался герб Томской губернии, за щитом золотые молотки.

### Советское время
В советское время герб не использовался. Известен сувенирный значок 1979 года с изображением проекта герба города: в зелёном поле вогнутый лазоревый пояс с четырьмя ответвлениями снизу с золотыми берегами с внешней стороны, сопровождаемый вверху золотым скачущим конем, ноги которого упираются в контур пояса.

### Новое время
В 2008 году был принят современный герб. Герб не прошёл геральдическую экспертизу, поэтому не внесён в государственный геральдический регистр. Существует проект геральдической доработки герба Бийска в соответствии с методическим рекомендациям Геральдического совета при Президенте РФ, не имеющий, однако, официального статуса.
Бийск имеет статус наукограда, поэтому в соответствии с рекомендациями Геральдического совета его герб может изображаться с соответствующей городской короной с вырезами в виде раскрытой книги на каждом зубце.